# Taimur ibn Feisal
Taimur ibn Feisal ibn Turki o Taymur ibn Fàysal ibn Turkí (àrab: تيمور بن فيصل بن تركي, Taymur b. Fayṣal b. Turkī) (Masqat, 1886 – Bombai, 28 de gener de 1965) va ser soldà de Masqat i Oman del 5 d'octubre de 1913 a l'10 de febrer de 1932. Va succeir el seu pare Faisal ibn Turki com a sultà de Masqat i Oman.

## Biografia
Quan va assumir la sobirania del país, va heretar un deute públic extern elevat i una rebel·lió generalitzada entre les tribus. Entre 1915 i 1920, el suport financer i material dels britànics va ser clau per ajudar les forces del soldà contra les tribus rebels. Tanmateix, malgrat es va poder contenir la rebel·lió no hi va haver una victòria total. Existia una situació incòmoda de no guerra ni pau, amb el soldà controlant Masqat i les ciutats costaneres (l'antic Sultanat de Masqat) i l'imam governant l'interior (Oman pròpiament dit). Això va ser codificat tàcitament al Tractat d'As Sib del 1920 entre el soldà i les tribus, representades pel xeic Isa ibn Salih al-Harthi, líder de la tribu Al-Harth, i tutoritzat per un agent polític britànic.
A canvi d'una plena autonomia, les tribus de l'interior es van comprometre a deixar d'atacar la costa. El Tractat d'As Sib va ser un acord de partició de facto entre Masqat i Oman, servint l'interès de la Gran Bretanya a preservar el seu poder a través de l'oficina del sultà sense enviar tropes britàniques a la regió. El Tractat d'As Sib va assegurar una quiescència política entre Masqat i Oman que va durar fins a la dècada de 1950, quan l'exploració petroliera a l'interior va reintroduir el conflicte. A canvi d'acceptar un truncament de la seva autoritat, el soldà va rebre un préstec del govern de l'Índia Britànica amb un període d'amortització de deu anys, suficient per pagar els seus deutes amb els comerciants. Quan el sultà Taimur ibn Feisal va abdicar per motius financers el 1932, Said ibn Taimur, de vint-i-dos anys, va heretar una administració que estava endeutada.
Un butlletí del Departament d'Estat dels Estats Units sobre el soldà de Masqat i Oman el febrer de 1938 descriu la situació en què es trobava el sultà Said ibn Taimur després d'assumir el poder: "El jove sultà va trobar el país pràcticament en fallida i els seus problemes es van complicar encara més pels aldarulls tribals. i la conspiració d'alguns dels seus oncles, un dels quals va aprofitar l'ocasió per establir immediatament un règim independent. El sultà va abordar la situació amb resolució i al cap de poc temps l'oncle traïdor havia estat sotmès, els disturbis sufocats i, el més important de tot, les finances havien estat portades sobre una base molt més sòlida".

### Abdicació
El 1932 va abdicar a favor del seu fill gran Saïd ibn Taimur quan es va casar amb Kiyoko Ooyama, una dona japonesa. A partir de la seva abdicació, Ibn Feisal va viure a l'estranger, sobretot a l'Índia britànica. El 1965, va morir a Bombai.

## Ibadisme
L'època de Taimur va ser el període en què l'ibadisme, el màdhhab predominant d'Oman, jugava un paper important en els afers socials del país. Per exemple, el govern que liderava des de Masqat havia intercanviat cartes amb els poders governants de l'interior, que consistia en un imamat ibadita.

## Descendència
Taimur ibn Feisal va tenir quatre mullers i dues concubines, i va tenir sis fills:
1. Sultà Said ibn Taimur al-Said
2. Sàyyid Majid ibn Taimur al-Sa’id
3. Sàyyid Tariq ibn Taimur al-Sa’id
4. Sàyyid Fahr ibn Taimur al-Sa’id
5. Sàyyid Shabib ibn Taimur al-Sa’id
6. Sàyyida Buthaina ibnt Taimur al-Sa’id

L'actual sultà d'Oman, Haitham ibn Tariq al-Saïd, és el seu net.

## Honors

### Honors nacionals
- Gran Mestre de l'Orde d'al-Saïd

### Honor estrangers
- Company de l'Orde de l'Estrella de l'Índia[4] - 4 de juny de 1917
- Cavaller Comandant de l'Orde de l'Imperi Indi - 6 de maig de 1926